# فرناندو غوتيريز
فرناندو غوتيريز (بالإسبانية: Fernando Gutiérrez Fernández)‏ (4 ديسمبر 1980 بسانتياغو في تشيلي - ) هو لاعب كرة قدم تشيلي في مركز الدفاع. لعب مع أوداكس إيتاليانو ويونيون إسبانيولا وكوريكو يونيدو وA.C. Barnechea ‏.

## وصلات خارجية
- فرناندو غوتيريز على موقع قاعدة بيانات كرة القدم.إي يو (الإنجليزية)
- فرناندو غوتيريز على موقع Soccerway.com (الإنجليزية)